# Выборы в Европейский парламент в Германии (2019)
Выборы в Европейский парламент в Германии 2019 года (нем. Europawahl in Deutschland 2019) — девятые прямые выборы в Европейский парламент в ФРГ (Германии), которые состоялись как часть общеевропейских выборов 26 мая 2019 года. 
Как и на предыдущих европейских выборах, Германия (ФРГ) представлена в Европейском парламенте 96 депутатами, что согласно Лиссабонскому договору соответствует наибольшей делегации от одного государства-члена Европейского союза (ЕС).

## Дата выборов
Согласно статьям 10 и 11 Акта о выборах членов (депутатов) Европейского парламента всеобщим прямым голосованием 1976 года выборы нового созыва парламента должны состояться через пять лет после выборов действующего созыва. На всей территории союза выборы должны пройти на одной и той же неделе, однако государства-члены самостоятельно определяют конкретную дату голосования в промежутке от четверга до воскресенья. Государства, в которых голосование прошло раньше, не имеют права публиковать результаты волеизъявления своих граждан до тех пор, пока не закроются избирательные участки на всей территории Европейского союза. В Германии выборы в Европейский парламент были назначены на воскресенье 26 мая.
В один день с выборами в Европейский парламент организованы выборы нового созыва ландтага земли Бремен. В некоторых германских землях — государствах 26 мая также прошли местные выборы, например, в Гамбурге, Баден-Вюртемберге, Мекленбург-Передней Померании, Рейнланд-Пфальце, Сааре и других.

## Избирательная система
Депутаты Европейского парламента избираются на основе пропорциональной системы в едином общефедеральном округе, то есть каждая партия получает примерно такое же количество мандатов, сколько процентов действительных голосов было отдано за неё в результате голосования. Для распределения мандатов между партиями применяется метод Сент-Лагю. Большинство немецких партий выдвигают общефедеральный список кандидатов, однако возможно выдвижение и региональных списков, что традиционно делает союз партий ХДС и ХСС. Избирательные списки являются закрытыми, то есть избиратели не могут выразить предпочтение отдельным кандидатам в выбранном списке и повлиять на очерёдность распределения мандатов между кандидатами партии.
На выборах в Европейский парламент в Германии не применяется формальный электоральный барьер. В действительности для того чтобы участвовать в распределении мандатов партии требуется получить не менее 0,5 % действительных голосов. В 2013 году был введён формальный трёхпроцентный барьер для участвующих в выборах в Германии партий, преодоление которого позволяло бы участвовать в распределении депутатских мандатов в Европейском парламенте. Однако в 2014 году Конституционный суд Германии отменил указанный электоральный порог. Из-за отсутствия процентного барьера четырнадцать немецких партий смогли пройти в Европейский парламент, причём семь из них получили по одному депутатскому мандату. В июне 2018 года Совет Европейского союза поручил государствам, направляющим в Европейский парламент более 35 депутатов, ввести обязательный электоральный барьер на уровне 2-5 % до 2024 года. Вопрос о введении двухпроцентного барьера уже на выборах 2019 года обсуждался большой коалицией, однако было принято решение отложить введение процентного барьера до следующих европейских выборов.
Принимать участие в голосовании имеют граждане Германии, достигшие 18 лет, а также граждане других стран-членов Европейского союза, проживающие на территории Германии в течение не менее трёх месяцев. Граждане Германии, проживающие в другой стране ЕС и не имеющие зарегистрированного места жительства в Германии, а также граждане ЕС, проживающие в Германии, должны решить, в какой стране они будут участвовать в выборах в Европейский парламент. Если они решат принять участие в выборах в Германии, то им необходимо подать заявление о включении в реестр избирателей. Граждане союза, участвовавшие в выборах в Европейский парламент на территории Германии ранее и имеющие зарегистрированное место жительство на территории страны, включаются в реестр избирателей автоматически. Реестры избирателей подготавливаются муниципалитетами. Лица, имеющие основное место жительства на территории муниципалитета, включаются в реестр избирателей соответствующего муниципалитета.
Кандидатов на выборы в Европейский парламент в Германии могут выдвигать партии и иные политические объединения. Самовыдвижение на европейских выборах в Германии запрещено. Возможно выдвижение одного партийного списка кандидатов в общефедеральном округе или отдельных партийных списков для каждой земли. Кандидатами могут становиться достигшие 18 лет граждане Германии или граждане других стран ЕС, имеющие зарегистрированное место жительства в Германии.
Списки кандидатов должны быть направлены на регистрацию до 4 марта 2019 года вместе с необходимым количеством подписей избирателей. Общефедеральные списки должны получить не менее четырёх тысяч подписей в свою поддержку. Списки кандидатов, выдвигаемые в отдельных землях, должны собрать количество подписей, равное одному промилле избирателей в данной земле, но не более двух тысяч. От обязанности сбора подписей освобождаются партии, имеющие как минимум пять депутатов в Бундестаге, земельном ландтаге или в Европейском парламенте после соответствующих предыдущих выборов. Перед выборами 2019 года к партиям, освобождённым от обязанности сбора подписей, относятся ХДС/ХСС, СДПГ, «Зелёные», «Левые», «Альтернатива для Германии», «СвДП» и «Свободные избиратели». Блок ХДС-ХСС выдвинул своих кандидатов по 16 земельным округам (15 как ХДС, 1 как ХСС в Баварии).

## Участники выборов
| Партия                                          | Лидер на выборах 2019 года       | Европейская партия | Результат 2014   | Мандаты наст. вр. | Фракция     |
| ----------------------------------------------- | -------------------------------- | ------------------ | ---------------- | ----------------- | ----------- |
| Христианско-демократический союз Германии (ХДС) | Манфред Вебер                    | ЕНП                | 30,0 % (29 мест) | 29                | ЕНП         |
| Христианско-социальный союз (ХСС)               | Манфред Вебер                    | ЕНП                | 5,3 % (5 мест)   | 5                 | ЕНП         |
| Социал-демократическая партия Германии (СДПГ)   | Катарина Барли и Удо Буллманн    | ПЕС                | 27,3 % (27 мест) | 27                | ПАСД        |
| Союз 90 / Зелёные (Grüne)                       | Ска Келлер и Свен Гигольд        | ЕПЗ                | 10,7 % (11 мест) | 11                | Зелёные/ЕСА |
| Левые                                           | Озлем Демирель и Мартин Ширдеван | ЕЛ                 | 7,4 % (7 мест)   | 7                 | ЕОЛ         |
| Альтернатива для Германии (АдГ)                 | Йорг Мойтен                      | -                  | 7,1 % (7 мест)   | 1                 | ЕСД         |
| Свободная демократическая партия (СвДП)         | Никола Беер                      | АЛДЕ               | 3,4 % (3 места)  | 3                 | АЛДЕ        |
| Свободные избиратели                            | Ульрике Мюллер                   | ЕДП                | 1,5 % (1 место)  | 1                 | АЛДЕ        |
| Партия пиратов Германии (Пираты)                | Патрик Брейер                    | ЕПП                | 1,4 % (1 место)  | 1                 | Зелёные/ЕСА |
| Национал-демократическая партия Германии (НДПГ) | Удо Фойгт                        | АМС                | 1,0 % (1 место)  | 1                 | независимые |
| Экологическая демократическая партия (ЭДП)      | Клаус Бухнер                     | -                  | 0,6 % (1 место)  | 1                 | Зелёные/ЕСА |
| Die PARTEI                                      | Мартин Зоннеборн и Нико Семсротт | -                  | 0,6 % (1 место)  | 1                 | независимые |
| Партия защиты животных                          | Роберт Габель                    | -                  | 1,2 % (1 место)  | 0                 | ЕОЛ         |
| Семейная партия                                 | Гельмут Гойкинг                  | ЕХПД               | 0,7 % (1 место)  | 0                 | ЕКР         |
| Партия Любви                                    | Дмитрий Кузьмин                  |                    | новая            | 0                 |             |

Шесть депутатов, избранных в 2014 году от партии «Альтернатива для Германии», вышли из партии, большинство из них продолжило работу в парламентской группе «Европейские консерваторы и реформисты». Семейная партия и Партия защиты животных получили по одному мандату в Европейском парламенте на выборах 2014 года, но представляющие их депутаты также покинули свои партии.

### Социологические опросы
| Источник                       | Дата               | Размер выборки | ХДС/ХСС                 | СДПГ               | Зелёные | Левые | АдГ  | СвДП | Другие |   |    |   |   |
| ------------------------------ | ------------------ | -------------- | ----------------------- | ------------------ | ------- | ----- | ---- | ---- | ------ | - | -- | - | - |
| Источник                       | Дата               | Размер выборки | Forschungsgruppe Wahlen | 19-21 февраля 2019 | 1226    | 33    | 18   | 19   | Другие | 8 | 10 | 6 | 6 |
| Infratest dimap                | 11-13 февраля 2019 | 1503           | 33                      | 18                 | 19      | 6     | 10   | 7    | 7      |   |    |   |   |
| INSA                           | 25-28 января 2019  | 2056           | 30                      | 15                 | 17      | 8     | 12   | 8    | 10     |   |    |   |   |
| Forsa                          | 9-11 января 2019   | 1505           | 35                      | 15                 | 20      | 6     | 10   | 8    | 6      |   |    |   |   |
| Выборы в бундестаг             | 24 сентября 2017   | -              | 32,9                    | 20,5               | 8,9     | 9,2   | 12,6 | 10,7 | 5,0    |   |    |   |   |
| Выборы в Европейский парламент | 25 мая 2014        | -              | 35,4                    | 27,3               | 10,7    | 7,4   | 7,1  | 3,4  | 8,9    |   |    |   |   |

## Результаты выборов
| Партия                     | Партия                                                                | Голосование | Голосование | Голосование | Мандаты    | Мандаты |
| Партия                     | Партия                                                                | Количество  | %           | +/−         | Количество | +/−     |
| -------------------------- | --------------------------------------------------------------------- | ----------- | ----------- | ----------- | ---------- | ------- |
|                            | Христианско-демократический союз Германии (ХДС)                       | 8 437 093   | 22,6        | −7,5        | 23         | −6      |
|                            | Союз 90/Зелёные (Зелёные)                                             | 7 675 584   | 20,5        | +9,8        | 21         | +10     |
|                            | Социал-демократическая партия Германии (СДПГ)                         | 5 914 953   | 15,8        | −11,4       | 16         | −11     |
|                            | Альтернатива для Германии (AfD)                                       | 4 103 453   | 11,0        | +3,9        | 11         | +4      |
|                            | Христианско-социальный союз (ХСС)                                     | 2 354 817   | 6,3         | +1,0        | 6          | +1      |
|                            | Левые (Die Linke)                                                     | 2 056 010   | 5,5         | −1,9        | 5          | −2      |
|                            | Свободная демократическая партия (FDP)                                | 2 028 353   | 5,4         | +2,1        | 5          | +2      |
|                            | ПАРТИЯ (Die PARTEI)                                                   | 898 386     | 2,4         | +1,8        | 2          | +1      |
|                            | Свободные избиратели (FW)                                             | 806 590     | 2,2         | +0,7        | 2          | +1      |
|                            | Партия защиты животных (Tierschutzpartei)                             | 541 984     | 1,4         | +0,2        | 1          | ±0      |
|                            | Экологическая демократическая партия (ÖDP)                            | 370 006     | 1,0         | +0,4        | 1          | ±0      |
|                            | Семейная партия Германии (Familie)                                    | 273 755     | 0,7         | ±0          | 1          | ±0      |
|                            | Вольт Германия (Volt)                                                 | 248 824     | 0,7         | новая       | 1          | новая   |
|                            | Партия пиратов Германии (Piraten)                                     | 243 363     | 0,7         | −0,7        | 1          | ±0      |
|                            | Demokratie in Europa – DiEM25 (DiEM25)                                | 130 072     | 0,3         | новая       | —          | новая   |
|                            | Национал-демократическая партия Германии (NPD)                        | 101 323     | 0,3         | −0,7        | —          | −1      |
|                            | Aktion Partei für Tierschutz (TIERSCHUTZ hier!)                       | 99 731      | 0,3         | новая       | —          | новая   |
|                            | Partei für die Tiere Deutschland (Partei für die Tiere)               | 85 722      | 0,2         | новая       | —          | новая   |
|                            | Bayernpartei (BP)                                                     | 81 881      | 0,2         | ±0          | —          | —       |
|                            | Graue Panther (Graue Panther)                                         | 76 172      | 0,2         | новая       | —          | новая   |
|                            | Die Grauen – Für alle Generationen (Die Grauen)                       | 71 282      | 0,2         | новая       | —          | новая   |
|                            | Partei für Gesundheitsforschung (Gesundheitsforschung)                | 71 006      | 0,2         | новая       | —          | новая   |
|                            | Союз за обновление и справедливость (BIG)                             | 68 654      | 0,2         | новая       | —          | новая   |
|                            | Allianz für Menschenrechte, Tier- und Naturschutz (Tierschutzallianz) | 68 597      | 0,2         | новая       | —          | новая   |
|                            | Bündnis C – Christen für Deutschland (Bündnis C)                      | 66 228      | 0,2         | новая       | —          | новая   |
|                            | Partei der Humanisten (Humanisten)                                    | 62 613      | 0,2         | новая       | —          | новая   |
|                            | Ab jetzt … Demokratie durch Volksabstimmung (Volksabstimmung)         | 58 541      | 0,2         | −0,1        | —          | —       |
|                            | Feministische Partei Die Frauen (Die Frauen)                          | 55 258      | 0,1         | новая       | —          | новая   |
|                            | Liberal-Konservative Reformer (LKR)                                   | 43 965      | 0,1         | новая       | —          | новая   |
|                            | Bündnis Grundeinkommen (BGE)                                          | 40 834      | 0,1         | новая       | —          | новая   |
|                            | Ökologische Linke (ÖkoLinX)                                           | 35 794      | 0,1         | новая       | —          | новая   |
|                            | Menschliche Welt (Menschliche Welt)                                   | 34 447      | 0,1         | новая       | —          | новая   |
|                            | Европейская партия любви (Liebe)                                      | 33 152      | 0,1         | новая       | —          | новая   |
|                            | Die Violetten (Violette)                                              | 27 814      | 0,1         | новая       | —          | новая   |
|                            | Demokratie Direkt (Die Direkte!)                                      | 25 530      | 0,1         | новая       | —          | новая   |
|                            | Die Rechte (Rechte)                                                   | 24 627      | 0,1         | новая       | —          | новая   |
|                            | Германская коммунистическая партия (DKP)                              | 20 419      | 0,1         | ±0          | —          | —       |
|                            | Марксистско-ленинская партия Германии (MLPD)                          | 18 340      | 0,0         | −0,1        | —          | —       |
|                            | Neue Liberale (NL)                                                    | 15 943      | 0,0         | новая       | —          | новая   |
|                            | Der dritte Weg (III. Weg)                                             | 12 822      | 0,0         | новая       | —          | новая   |
|                            | Sozialistische Gleichheitspartei (SGP)                                | 5293        | 0,0         | ±0          | —          | —       |
| Итого                      | Итого                                                                 | 37 389 231  | 100,0       | —           | 96         | —       |
| Действительных голосов     | Действительных голосов                                                | 37 389 231  | 98,9        | +0,5        |            |         |
| Недействительных голосов   | Недействительных голосов                                              | 422 740     | 1,1         | −0,5        |            |         |
| Явка избирателей           | Явка избирателей                                                      | 37 811 971  | 61,4        | +13,3       |            |         |
| Количество избирателей     | Количество избирателей                                                | 61 574 137  |             |             |            |         |
| Источник: Bundeswahlleiter |                                                                       |             |             |             |            |         |